# Lebensraum

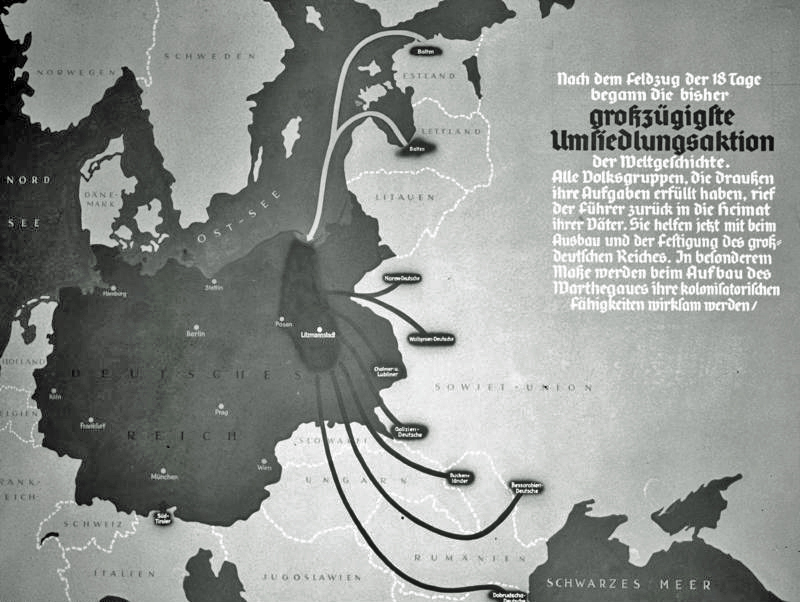
Propaganda anunciando el regreso de colonos alemanes a las tierras del imperio.

El Lebensraum (pronunciación en alemán: /ˈleːbənsˌʁaʊm/ⓘ, "espacio vital") abarca las políticas y prácticas de colonización que proliferaron en Alemania desde la década de 1890 hasta la de 1940. Se popularizó por primera vez hacia el 1901. Se convirtió en un objetivo político del Imperio alemán en la Primera Guerra Mundial (1914-1918), como elemento central del Programa de Septiembre (Septemberprogramm) de expansión territorial.
Tras el ascenso de Adolf Hitler al poder, el Lebensraum se convirtió en un principio ideológico del nazismo y proveyó de una justificación para la expansión territorial alemana en Europa Central y Europa del Este. El Plan General del Este (Generalplan Ost) nazi se basó en sus principios. Se había establecido que Alemania requería de un Lebensraum necesario para su supervivencia y que la mayoría de la población originaria de Centroeuropa y Europa del Este sería retirada permanentemente (mediante deportaciones masivas a Siberia, el exterminio o la esclavitud) incluyendo polacos, ucranianos, rusos, checos y otras naciones eslavas consideradas no arias. El gobierno nazi animó a repoblar estas tierras con colonos alemanes en el nombre del Lebensraum durante la Segunda Guerra Mundial y posteriormente. Toda la población originaria fue diezmada por la hambruna, empleándose el excedente agrario para alimentar a Alemania.
El programa estratégico de Hitler para dominar el mundo se basaba en la creencia en el poder del Lebensraum, especialmente cuando era buscado por una raza superior. Las personas de razas no arias en el territorio del Lebensraum serían objeto de expulsión o destrucción. La eugenesia del Lebensraum consideraba un derecho de la raza superior (herrenvolk) aria alemana quitar a las personas originarias para conseguir su propio espacio vital.
La Alemania nazi también apoyó a otras naciones del Eje a tener sus propias versiones del Lebensraum, incluido el spazio vitale ("espacio vital") de la Italia fascista y el hakkō ichiu del Imperio de Japón. El Imperio de Japón propuso la Esfera de Coprosperidad de la Gran Asia Oriental en 1940, un año antes del ataque a Pearl Harbor.

## Origen
En el siglo XIX, el término Lebensraum fue usado por el biólogo alemán Oscar Peschel en su análisis de El origen de las especies de Charles Darwin (1859). En 1897 el etnógrafo y geógrafo Friedrich Ratzel, en su libro Geografía política acuñó el término Lebensraum ("espacio vital") al describir la geografía física como un factor que influye en las actividades humanas en el desarrollo de una sociedad. En 1901 Ratzel se extendió acerca de esta tesis en su ensayo titulado «Lebensraum».
Durante la Primera Guerra Mundial, el bloqueo británico comercial a Alemania causó escasez de alimentos en Alemania y los recursos de las colonias africanas de Alemania no pudieron ayudar, esto provocó un aumento del apoyo durante la guerra a un Lebensraum que podría expandir Alemania al este hacia Rusia para lograr el control de los recursos y acabar con la escasez. En el período de entreguerras (1919-1939) los nacionalistas alemanes adoptaron el término Lebensraum para sus políticas por establecer un gobierno imperial colonial alemán como el británico y el francés, y la expansión territorial de los Estados Unidos en el siglo XIX con la doctrina del Destino Manifiesto de 1845. Ratzel dijo que el desarrollo de las personas en una sociedad estaba influenciado sobre todo por la situación geográfica (hábitat) y que la sociedad que se adaptase con éxito a un territorio geográfico podría natural y lógicamente expandir las fronteras de su nación a otro territorio. Además, para resolver el problema de la sobrepoblación, Ratzel dijo que el Imperio alemán (1871-1918) requirió colonias en Ultramar a las que los alemanes excedentes pudieran emigrar.

### Geopolíticas
Entonces, el concepto metafórico de Friedrich Ratzel de que la sociedad era un organismo-que crecía y se encogía en relación lógica con su Lebensraum (hábitat)- demostró ser especialmente influyente en el politólogo y político conservador sueco Johan Rudolf Kjellén (1864-1922) que interpretó esa metáfora biológica como una ley natural geopolítica. En la monografía política Suecia (1917), Kjellén acuñó los términos geopolítica (las condiciones y problemas de un Estado que surge de su territorio geográfico), ecopolítica (los factores económicos que afectan al poder del Estado) y la demopolítica (los problemas sociales que surgen de la composición racial del Estado) para explicar las particularidades políticas que deben considerarse para la administración exitosa y el gobierno de un Estado. Además, él ejercía una influencia intelectual en los políticos del Imperio alemán, especialmente con El estado como una forma de vida (1916), un libro anterior de ciencias políticas leído por la sociedad alemana de entonces, para la cual el concepto de geopolítica adquirió una definición diferente de la original, de tipo humano y geográfico.
La interpretación geopolítica de Kjellén del concepto del Lebensraum fue adoptada, expandida y adaptada en la política de Alemania por propagandistas del imperialismo como el general militarista Friedrich von Bernhardi (1849-1930) y el geógrafo político y defensor de la geopolítica Karl Ernst Haushofer (1869-1946). En el libro Alemania y la siguiente guerra (1911), el general von Bernhardi desarrolló el concepto del Lebensraum de Friedrich Ratzel como una lucha racial por el espacio vital; identificó explícitamente a Europa del Este como la fuente de un nuevo hábitat nacional para el pueblo alemán; y dijo que la próxima guerra sería expresamente por adquirir el Lebensraum—para el cumplimiento de la "necesidad biológica" de proteger la supremacía racial alemana. Era necesario vencer a las razas eslavas y latinas, porque "sin guerra, las razas inferiores o en descomposición sofocarían fácilmente el crecimiento de elementos sanos y en ciernes" de la raza alemana. La guerra por el Lebensraum era un medio necesario para defender a Alemania contra el estancamiento y la degeneración racial del mestizaje.

### Ideología racial
En la política nacional de la Alemania de Weimar, el uso geopolítico del Lebensraum se identificó con Karl Ernst Haushofer y su Instituto de Geopolítica, en Múnich, especialmente por la interpretación ultranacionalista para vengar la derrota militar en la Primera Guerra Mundial (1914-1918), y revertir lo establecido por el Tratado de Versalles (1919), que redujo a Alemania geográfica, económica y militarmente. El político Adolf Hitler dijo que la política nacional socialista (nazi) de la "inevitable expansión" podría ser un remedio a la sobrepoblación, proveer de recursos naturales y elevar el orgullo nacional alemán. En su libro Mi lucha (1925), Hitler estableció su concepción del Lebensraum como la base filosófica para el Gran Reich Alemán, que estaría destinado a colonizar Europa del Este-sobre todo Ucrania, en la Unión Soviética- y de ese modo resolver el problema de la sobrepoblación, y que los estados europeos debían aceptar esta demanda geopolítica alemana.
El uso nazi del término Lebensraum era explícitamente racial, y se justificaba por el derecho místico de la superioridad racial de los pueblos germánicos (herrenvolk) para cumplir su destino cultural a expensas de los pueblos racialmente inferiores (untermenschen), como los eslavos de Polonia, Rusia, Ucrania y otras naciones no germánicas de Europa del Este. Basándose en la interpretación geopolítica del término de Friedrich Ratzel de geografía humana, el régimen nazi (1933-1945) estableció el Lebensraum como la razón nacional de la política exterior que empezó la Segunda Guerra Mundial, el 1 de septiembre de 1939. en un esfuerzo para llevar a cabo el Gran Reich Alemán a expensas de las sociedades de Europa del Este.

## Premisa nacionalista de la Primera Guerra Mundial
En septiembre de 1914, cuando la victoria alemana en la Primera Guerra Mundial parecía factible, el gobierno del Imperio alemán puso el Programa de Septiembre (Septemberprogramm) como un objetivo de guerra oficial (kriegs‌ziel), que fue respaldado en secreto por el canciller Theobald von Bethmann-Hollweg (1909-1917), y por el cual Alemania podría anexionarse territorios del oeste de Polonia para formar la Franja Fronteriza Polaca (Polnischer Grenzstreifen), de unos 30 000 km². El Lebensraum se realizaría por medio de la limpieza étnica, la retirada masiva de poblaciones eslavas y judías, y la posterior repoblación de la franja con colonos de etnia alemana, y lo mismo se haría con Lituania y Ucrania; como el Imperio alemán perdió la guerra, el Programa de Septiembre no se llevó a cabo.
En abril de 1915, el canciller von Bethmann-Hollweg autorizó los planes de la Franja Fronteriza de Polonia para aprovechar los extensos territorios en Europa del Este que Alemania había conquistado y mantenido desde principios de la guerra. Las campañas decisivas de la Alemania Imperial casi lograron llevar a cabo el Lebensraum en el este, sobre todo cuando la Rusia bolchevique se retiró unilateralmente en 1917 del combate en la "Gran Guerra" entre la Triple Entente (Rusia, Francia y el Reino Unido) y las Potencias Centrales (el Imperio alemán y el Imperio austrohúngaro).
En marzo de 1918 el gobierno de la Rusia bolchevique firmó el Tratado de Brest-Litovsk, en el cual cedió las Gobernaturas del Báltico, Polonia, Bielorrusia, Finlandia, Besarabia (la actual Moldavia), Ucrania, Armenia, Azerbaiyán, Georgia y el Cáucaso. Alemania ya había estado administrando Curlandia, Lituania y Polonia desde el comienzo de sus ofensivas en 1915. Sin embargo, la derrota del Imperio alemán, en 1918, les llevó a dejar estos territorios por las disposiciones del Tratado de Versalles de 1919.
Como casus belli para la conquista y colonización de los territorios polacos como espacio vital y franja defensiva para el Imperio alemán, el Programa de Septiembre derivó de una política exterior inicialmente propuesta por el general Erich Ludendorff, en 1914. Veinticinco años después, la política exterior nazi persiguió el objetivo del espacio vital alemán a expensas de los pueblos no germánicos del Europa del Este con la invasión de Polonia, del 1 de septiembre al 6 de octubre de 1939, que empezó la Segunda Guerra Mundial. En «Alemania y las dos guerras mundiales» (1937), el historiador alemán Andreas Hillgruber dijo que los territorios ganados en el Tratado de Brest-Litovsk (1918) fueron el prototipo del Gran Imperio alemán de Hitler en el Este de Europa:

En noviembre de 1918 cesó el fuego en el oeste, los mapas de los periódicos sobre la situación militar mostraban tropas alemanas en Finlandia, sosteniendo una línea desde los fiordos finlandeses cerca de Narva, hacia abajo por Pskov–Orsha–Mogilev y el área sur de Kursk, hasta el este del Don en Rostov. Alemania había asegurado así Ucrania. El reconocimiento ruso de la separación de Ucrania, precisado en Brest–Litovsk, fue el elemento clave en los esfuerzos alemanes para mantener a Rusia perpetuamente servil. Además, las tropas alemanas tenían Crimea, y estaban estacionadas, en pequeños números, en Transcaucasia. Incluso la desocupada "grupa" de Rusia parecía-con la conclusión del Tratado Germano-soviético Suplementario, el 28 de agosto de 1918-estar firme, aunque indirectamente, dependiente del Reich. Por lo tanto, el objetivo a largo plazo de Hitler, establecido en la década de 1920, de erigir un Imperio oriental alemán en las ruinas de la Unión Soviética no era simplemente una visión que emanaba de un deseo abstracto. En la esfera oriental, establecida en 1918, este objetivo tenía un punto de partida concreto. El Imperio Oriental Alemán ya había sido, aunque fuera por poco tiempo, una realidad.
Andreas Hillgruber. «Alemania y las dos guerras mundiales».

El Programa de Septiembre (1914) considera el Lebensraum en el este como una filosóficamente integrado en la cultura alemana a lo largo de su historia y no como una filosofía racista del siglo XX.
Como parte de la estrategia militar, el Programa de Septiembre quedó en nada por ser inviable-había muy pocos soldados como para llevar a cabo el plan-en una guerra de dos frentes; políticamente, el Programa permitió al gobierno imperial aprender de los nacionalistas, los economistas y las élites militares de la clase dirigente que financiaron y facilitaron esta geopolítica. Nacionalmente, la anexión y la limpieza étnica de Polonia para el Lebensraum alemán fue un asunto oficial y popular del "nacionalismo como seguridad nacional" en la sociedad alemana, incluyendo en el Partido Socialdemócrata de Alemania (SPD). En «Los orígenes de la Segunda Guerra Mundial» el historiador británico A. J. P. Taylor escribió:

Es igualmente obvio que Lebensraum siempre apareció como un elemento en estos proyectos. Esto no fue una idea original de Hitler. Era algo común en aquel entonces. El «Volk ohne Raum» («Pueblo sin espacio»), por ejemplo, de Hans Grimm se vendió mucho mejor que el «Mein Kampf» cuando se publicó en 1925. Para este asunto, los planes para adquirir nuevos territorios estaban muy aireados en Alemania durante la Primera Guerra Mundial. Se suele creer que estos eran planes de unos pocos teóricos chiflados o de organizaciones extremistas. Ahora lo conocemos mejor. En 1961, el profesor alemán Fritz Fischer informó de los resultados de sus investigaciones sobre los objetivos de guerra alemanes. Estos fueron de hecho un "proyecto para la agresión", o, como el profesor los llamó, "una empuñadura para el poder mundial". Bélgica bajo control alemán, los campos de hierro anexados a Alemania, y, lo que es más, Polonia y Ucrania limpiadas de sus habitantes y repobladas con alemanes. Estos planes no eran simplemente la obra del personal de generales alemanes. Estos eran llevados por la Oficina Extranjera Alemana y por el "buen alemán", Bethmann–Hollweg.
Alan J. Taylor, «Los orígenes de la Segunda Guerra Mundial».

## Propaganda de entreguerras
En la política nacional de la República de Weimar (1919-1933), los eugenecistas alemanes tomaron como eslogan lo del "pueblo sin espacio" (volk ohne raum), y lo relacionaron con su eslogan racista "un pueblo sin juventud" (volk ohne jugend) una propuesta cultural que ignoraba el declive de la tasa de natalidad alemana (desde la década de 1880) y que estaba en contradicción con la creencia popular de que la "raza alemana" era de gente vigorosa y pujante. A pesar de que cada eslogan, el político y el racial, estaban en contradicción con la realidad de los hechos demográficos las demandas nacionalistas del Lebensraum parecieron ser políticas ideológicamente válidas en la Alemania de Weimar.
En el periodo previo a la Anschluss (1938) y a la invasión de Polonia (1939) la propaganda del Partido Nazi en Alemania usó los sentimientos populares de la identidad nacional herida resurgiendo después de la Primera Guerra Mundial (1914-1918) para promover las políticas del Lebensraum. Los estudios sobre la patria se centraron en las colonias perdidas y el establecimiento de la Segunda República Polaca ratificada por el Tratado de Versalles (el "pueblo sin espacio") y sobre la "eterna amenaza judía", como la exposición «El judío eterno» de 1937. Se puso énfasis en la necesidad de rearmarse y en la seudociencia de las razas superiores en la búsqueda de "sangre y tierra".
En los veintiún años del periodo de entreguerras, el Lebensraum fue el principal objetivo de los nacionalistas extremistas de Alemania. Los nazis, liderados por Adolf Hitler, pidieron no solo revertir las fronteras alemanas establecidas en el Tratado de Versalles, sino la conquista y colonización de Europa del Este incluido lo que no hubiera sido de Alemania antes de 1918. Con ese fin, Hitler dijo que el incumplimiento del Tratado de Versalles era imperativo para que Alemania obtuviera el Lebensraum necesario en Europa del Este. En la década de 1920, como miembro de la Liga Artaman, de ideología anti-eslava, anti-urbana y antisemita que tenía como eslogan "sangre y tierra" (Blut und Boden), Heinrich Himmler desarrolló las ideas del völkisch que estaba abocado a un Lebensraum, y para la realización de este dijo que:

El aumento [de] nuestra población campesina es la única defensa efectiva contra la afluencia de las masas obreras eslavas del este. Como hace seiscientos años, el destino del campesino alemán debe ser preservar y aumentar el patrimonio del pueblo alemán en su batalla de la santa madre tierra contra la raza eslava.

### Ideología de Adolf Hitler
En Mi lucha (1925), Hitler le dedicó un capítulo completo titulado «Orientación oriental o política oriental», explicando en términos generales la necesidad del "espacio vital" para Alemania. Él clamó que la consecución del Lebensraum requería voluntad política, y que el movimiento nacional socialista debería esforzarse por expandir el área de población para el pueblo alemán, y adquirir también nuevas fuentes de alimentos. El Lebensraum se convirtió en el principal objetivo de política exterior del Partido Nazi y del gobierno de la Alemania nazi (1933-1945). Hitler rechazó la restauración de las fronteras anteriores a la Primera Guerra Mundial por considerarlas una medida inadecuada para la supuesta sobrepoblación nacional. Desde este perspectiva, él opinaba que la naturaleza de las fronteras nacionales era siempre inacabada y momentánea, y que su rediseño debía continuar hasta conseguir los objetivos políticos de Alemania. Por esto, Hitler identificó la geopolítica del Lebensraum como el objetivo máximo de su partido:

Y así, los nacionalsocialistas trazamos conscientemente una línea bajo de la tendencia de la política exterior de nuestro período anterior a la guerra. Comenzamos donde nos separamos hace seiscientos años. Paramos el movimiento alemán sin fin hacia el sur y el oeste, y volvemos nuestra mirada hacia la tierra en el este. Por fin, rompemos la política colonial y comercial del período anterior a la guerra y pasamos a la política del suelo del futuro.

Las ideologías que se encontraban en las raíces de lo establecido por Hitler sobre el modelo del Lebensraum se encontraban en el Imperialismo británico del siglo XIX y principios del XX, así como en el darwinismo social de Herbert Spencer y la política estadounidense del Destino Manifiesto, según la cual el pueblo estadounidense era un pueblo elegido por la predestinación calvinista para crecer, multiplicarse e incautarse de las tierras prometidas por Dios del siempre lejano Oeste y de los estados adyacentes, sojuzgando, aniquilando o explotando a los pueblos indígenas o extraños por medio de la guerra justa, (¿?) evitando el mestizaje. Hitler tenía una gran admiración por el territorio de los Estados Unidos, y estaba fascinado por la eficiente limpieza étnica de los pueblos indígenas que tuvo lugar durante la expansión territorial hacia el Oeste, y usó esto en parte para justificar la expansión alemana. Él creía que para ser una superpotencia internacional como los Estados Unidos o el Reino Unido, Alemania debía de expandir su presencia geopolítica y actuar solo en el interés de los alemanes. Hitler también creía que Alemania y las naciones europeas en general dependían demasiado de las políticas comerciales británicas y que la expansión alemana ayudaría a equilibrar el campo de juego industrial y económico entre los alemanes y los británicos. Por demás, incluso Hermann Göring, durante los juicios de Núremberg, esgrimió el Destino manifiesto como reproche a los que juzgaban siendo reos de lo mismo.

Hay solo una tarea: germanización a través de la introducción de alemanes [en el área] y tratar a los habitantes originarios como a los indios. […] Intentaré seguir este curso con una determinación fría como el hielo. Me siento como el ejecutor del destino de la Historia. Lo que la gente piense de mi en el presente no tiene ninguna consecuencia. Yo nunca he oído a un alemán que tiene pan para comer expresar preocupación por que el suelo donde se cultivó el grano fue conquistado por la espada. Nosotros comemos trigo canadiense y nunca pensamos en los indios.

### Secuela deMi luchade 1928
En su secuela no publicada de Mi lucha, conocida como el «Segundo libro», de 1928, Hitler continuó planteando la ideología nazi del Lebensraum, en concordancia con la futura política exterior del Partido Nacional Socialista. Para que la población alemana creciese, Hitler rechazó las ideas del control de natalidad y la emigración, argumentando que estas prácticas debilitarían a los pueblos y a la cultura de Alemania, y que la conquista militar era la única manera de conseguir el Lebensraum:

El movimiento nacional socialista, al contrario, tendrá siempre su política exterior determinada por la necesidad de asegurar el espacio necesario para la vida de nuestro pueblo. Conoce la no germanización o teutonización, como en el caso de la burguesía nacional, pero solo dispersa su propio pueblo. Nunca verá en el subyugado, también llamado germanizado, checo o polaco un nacional, dejando solo el folklore, el fortalecimiento, sino solo el debilitamiento racial de nuestro pueblo.

Por lo tanto, los pueblos no germánicos de los territorios extranjeros anexados nunca serían germanizados:

El Estado völkisch, por el contrario, no debe bajo ninguna condición anexionar polacos con la intención de hacer de ellos alemanes algún día. Al contrario, debe reunir la determinación de clausurar estos elementos raciales extranjeros, para que la sangre de su propio pueblo no sea corrompida nuevamente, o debe, sin más preámbulos, eliminarlos y entregar el territorio desocupado a sus propios camaradas nacionales.

### Directiva principal de la política exterior
La conquista del "espacio vital" para Alemania fue el principal objetivo de política exterior de los nazis para establecer el Gran Reich Alemán que duraría mil años. El 3 de febrero de 1933, en su reunión inicial con los generales y almirantes de la Alemania nazi, Adolf Hitler dijo que la conquista del Lebensraum en Europa del Este, y su "despiadada germanización", eran los objetivos geopolíticos finales de la política exterior del Reich. La URSS proveería del Lebensraum suficiente para los alemanes, porque poseía grandes extensiones de tierra agrícola y estaba habitada por eslavos "subhumanos" (untermenschen) gobernados por el bolchevismo judío. La filosofía racista del Lebensraum de Hitler permitía la germanización de la tierra y del paisaje, pero no de los pueblos nativos, que serían destruidos por el trabajo esclavo y la hambruna.
El 22 de agosto de 1939, antes de la invasión de Polonia, Hitler dijo sus generales:

He dispuesto —y haré fusilar a todo aquel que pronuncie la menor crítica— que el objetivo de la guerra sea no ya alcanzar líneas concretas, sino la aniquilación física del enemigo. Por tanto, he puesto en situación de combate a mis formaciones de la calavera [SS-Totenkopfverbände], por el momento solo en el Este, con la orden de enviar a la muerte de forma implacable e inmisericorde a todo hombre, mujer y niño de origen y lengua polacos […] Polonia será despoblada y colonizada por alemanes

### Políticas racistas

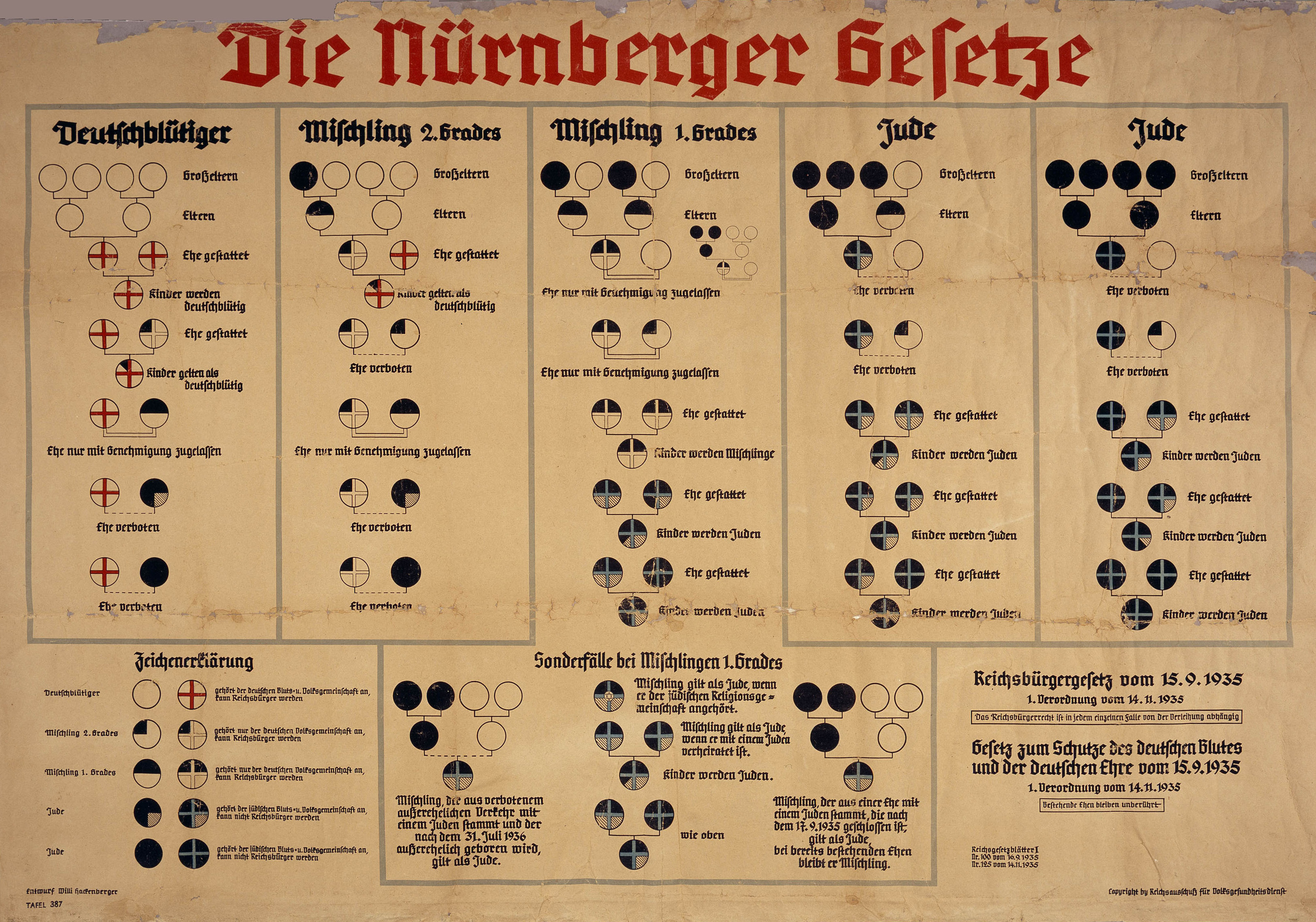
Las Leyes de Núremberg (1935) de la Alemania nazi emplearon el racismo científico para excluir a los judíos de la sociedad dominante. Las personas con cuatro abuelos alemanes (círculos blancos) se clasificaron como de "sangre alemana", aquellos con uno o dos abuelos judíos (círculos negros) se consideraron de "sangre mixta" (mischling), mientras que aquellos con tres o más abuelos judíos fueron considerados judíos.

En la visión del mundo de Adolf Hitler, la idea de restaurar las fronteras de 1914 del Imperio alemán era absurda, porque esas fronteras nacionales no proporcionaban suficiente Lebensraum para la población alemana; solo una política exterior para la conquista geopolítica de la cantidad adecuada de Lebensraum justificaría los sacrificios necesarios que conllevaría la guerra. Su concepción de la historia estaba basada en una lucha despiadada por la supervivencia entre las diferentes razas de la humanidad; las razas que poseían un gran territorio natural eran innatamente más fuertes que aquellas razas que poseían un pequeño territorio nacional-que la raza alemana podía conquistar por derecho natural. Estas perspectivas oficialmente racistas para el establecimiento de un Lebensraum alemán permitía a los nazis lanzar una guerra de agresión, la Guerra Relámpago (Blitzkrieg), contra los países del Este de Europa, ideológicamente justificada como la recuperación histórica de las tierras (Oium) que los eslavos habían conquistado a los nativos ostrogodos. Aunque en la década de 1920 Hitler hablaba abiertamente sobre la necesidad del espacio vital, durante sus primeros años en el poder, él nunca habló públicamente sobre esto. No fue hasta 1937, cuando el programa de rearme de Alemania ya estaba avanzado, cuando empezó a hablar públicamente de la necesidad del espacio vital otra vez.

## Segunda Guerra Mundial (1939-1945)

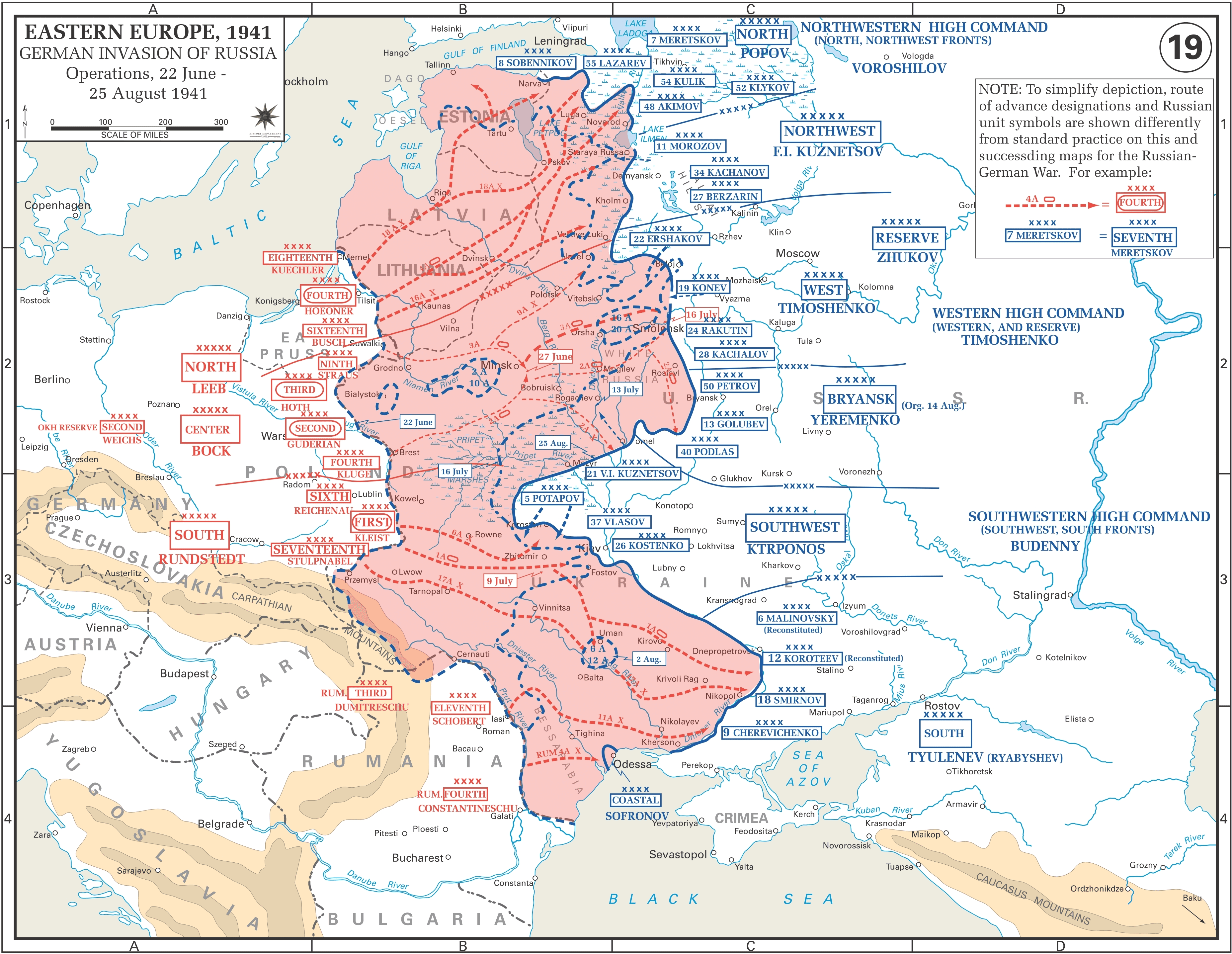
Avance alemán durante la Operación Barbarroja.

La invasión de Polonia por Hitler fue precedida por la Crisis de Danzig. La invasión tuvo lugar entre el 1 de septiembre y el 6 de octubre de 1939.
El 6 de octubre de 1939 Hitler dijo en el Parlamento (Reichstag) que después de la caída de Polonia el asunto más importante era "un nuevo orden de relaciones etnográficas, es decir, reasentamientos de nacionalidades". El 20 de octubre de 1939, Hitler le dijo al general Wilhelm Keitel que la guerra podría ser una difícil "lucha racial" y que el Gobierno General estaba para "purificar el territorio del Reich de judíos y polacos, también". Igualmente, en octubre de 1939, la propaganda nazi instruyó a los alemanes para considerar a polacos, judíos y gitanos como "subhumanos" (untermenschen).
En 1941, en un discurso al Grupo de Batalla Norte del Frente Oriental, Himmler dijo que la guerra contra la Unión Soviética era una guerra de ideologías y razas, entre el nacional socialismo y el bolchevismo judío y entre los pueblos alemanes (nórdicos) y los pueblos de "subhumanos" (untermenschen) del este. Además, en los Discursos de Posen confidenciales a las SS-Gruppenführer, Himmler dijo: "la raza mixta de los eslavos se basa en una subraza con unas gotas de nuestra sangre, la sangre de una raza líder; el eslavo no puede controlarse y crear orden". En ese sentido, Himmler publicó el panfleto «El subhumano» («Der Untermensch»), que presentaba fotografías de tipos raciales ideales, arios, en contraste con las razas bárbaras, descendientes de Atila el Huno y Gengis Khan, ante las masacres cometidas en la Unión Soviética dominada por el bolchevismo judío.
Con los decretos polacos del 8 de marzo de 1940, los nazis se aseguraron de que la inferioridad racial de los polacos fuese reconocida legalmente en el Reich Alemán, y reguló el trabajo y las condiciones de vida de los trabajadores polacos (zivilarbeiter). Los decretos polacos también establecieron que cualquier polaco "que tuviera relaciones sexuales con un alemán hombre o mujer, o que se acercase a ellos de cualquier otra manera impropia, sería castigado con la muerte". La Gestapo era vigilante de las relaciones sexuales entre alemanes y polacos, y persiguió a cualquier sospechoso de corrupción racial (Rassenschande); del mismo modo, prohibió las relaciones sexuales entre alemanes y otros grupos étnicos de Europa del Este.
Como política oficial, el Reichsführer SS Heinrich Himmler dijo que ninguna gota de sangre alemana se perdería o retrocedería para mezclarse con razas ajenas; y que la germanización de Europa del Este estaría completa cuando "en el este solo habiten hombres con verdadera sangre alemana [y] germánica". En el informe secreto Reflexiones sobre el tratamiento de los pueblos de razas ajenas en el este, del 25 de mayo de 1940, Himmler trazó el futuro de los pueblos del Europa del Este; (1) división de grupos étnicos nativos encontrados en el nuevo espacio vital; (2) educación formal limitada de cuatro años de escuela primaria (para enseñarles solo cómo escribir sus nombres y contar hasta quinientos), y (3) obedecer las órdenes de los alemanes. Sin embargo, a pesar del racismo oficial de la Alemania nazi, el exterminio de las poblaciones nativas de los países de Europa del Este no siempre fue necesario, porque la política racial de la Alemania nazi consideraba que algunas personas de Europa del Este eran de origen ario-nórdico, especialmente los líderes locales. El 4 de marzo de 1941, Himmler creó la «Lista de gente alemana» («Deutsche Volksliste») con el objetivo de segregar a los habitantes de los territorios ocupados alemanes en categorías de conveniencia según los criterios. En este texto Himmler pidió el secuestro de niños que parecieran ser nórdicos porque esto "quitaría el peligro de que estos pueblos subhumanos (untermenschenvolk) del este a través de estos niños adquirieran una clase líder de estas personas de buena sangre, lo que podría ser peligroso para nosotros porque serían nuestros iguales". Según Himmler, la destrucción de la Unión Soviética habría llevado a la explotación de millones de personas como mano de obra esclava en los territorios ocupados y la eventual repoblación de las áreas con alemanes.

### Clasificación legal en los territorios anexados
La «Lista de gente alemana» («Deutsche Volksliste») estaba dividida en cuatro categorías. Los hombres en las dos primeras categorías debían alistarse para el servicio militar obligatorio. Ser miembro de las SS estaba reservado solo para la Categoría I:
| Clasificación   | Traducción                  | Herencia        | Definición |
| --------------- | --------------------------- | --------------- | --- |
| Volksdeutsche   | Étnicamente alemán          | Alemán          | Personas de ascendencia alemana que se habían comprometido a favor del Reich antes de 1939 |
| Deutschstämmige | Descendiente de alemanes    | Alemán          | Persona descendiente de alemanes que hubiera permanecido pasiva. |
| Eingedeutschte  | Voluntariamente germanizado | Alemán en parte | Personas originarias consideradas por los nazis como parcialmente polonizadas (sobre todo silesianos y casubianos); negarse a unirse a esta lista a menudo llevaba a la deportación a un campo de concentración |
| Rückgedeutschte | Germanizado a la fuerza     | Alemán en parte | Personas de nacionalidad polaca consideradas "racialmente valiosas", pero que se resistieron a la germanización                                                                                                 |

Hitler, que había nacido en el étnicamente diverso Imperio austrohúngaro, declaró en Mi lucha (1926) que germanizar a eslavos austríacos por el idioma en la época de la repartición de Polonia no los habría vuelto alemanes de pleno derecho, porque ni un negro ni un chino se "convertirían en alemanes" solo por aprender a hablar alemán. Él creía que las diferencias no visibles entre las gentes podrían ser puenteadas por el uso de un idioma común. Dijo que cualquier intento podría llevar a la "bastardización" del elemento alemán. Del mismo modo, Hitler criticó los intentos previos de germanizar a los polacos en el reparto de Prusia por considerarlo una idea errónea, basada en el mismo razonamiento falso. Los polacos no podrían ser germanizados por ser compelidos a hablar alemán porque pertenecían a una raza diferente, dijo. "El resultado habría sido fatal" para la pureza de la nación alemana porque los extranjeros podrían "comprometer" con su inferioridad la "dignidad y la nobleza" de la nación alemana.
Durante la guerra, Hitler dijo en sus discursos en sus cuarteles generales que las personas solo podrían ser germanizadas si iban a mejorar la línea de sangre alemana:

Hay un principio cardinal. Esta cuestión de la germanización de ciertos pueblos no debe examinarse a la luz de ideas y teorías abstractas. Debemos examinar cada caso particular. El único problema es asegurarse de que la descendencia de cualquier raza se mezcle bien con la población alemana y la mejore, o si, por el contrario (como es el caso cuando la sangre judía se mezcla con sangre alemana), surgirán resultados negativos . A menos que uno esté completamente convencido de que los extranjeros a quienes se propone introducir en la comunidad alemana tendrán un efecto beneficioso, bueno, creo que es mejor abstenerse, sin importar cuán fuertes sean las razones sentimentales que impulsan tal curso en nosotros. Hay muchos judíos con ojos azules y cabello rubio, y no pocos tienen la apariencia que respalda notablemente la idea de la germanización de su clase. Sin embargo, se ha establecido indiscutiblemente que, en el caso de los judíos, si las características físicas de la raza a veces están ausentes durante una generación o dos, reaparecerán inevitablemente en la próxima generación.

Informado por las creencias de la "sangre y la tierra" (Blut und Boden) de la identidad étnica-unas bases filosóficas del Lebensraum-la política nazi requería la destrucción de la URSS para que las tierras de Rusia se convirtieran en el granero de Alemania. La germanización de Rusia requirió la destrucción de las ciudades, en un esfuerzo por vencer a Rusia, al comunismo y al bolchevismo judío. Para esto, Hitler ordenó el Sitio de Leningrado, de septiembre de 1941 a enero de 1944, para arrasar la ciudad y destruir la población rusa nativa. Geopolíticamente, el establecimiento del Lebensraum alemán en el este de Europa podría frustrar un bloqueo, como el que tuvo lugar en la Primera Guerra Mundial, cuando se hambreó a la población alemana. Además, el uso de Europa del Este para alimentar a Alemania también tenía la intención de exterminar a millones de eslavos, mediante el trabajo esclavo y el hambre. Cuando estuvieran privados de productores, de fuerza de trabajo, de clientes, la industria originaria cesaría y desaparecía de la región germanizada, que se convertiría en una tierra agrícola para que se asentasen en ella desde la Alemania nazi.
Las tierras germanizadas del Este de Europa serían pobladas por los wehrbauer, unos soldados campesinos que mantendrían una línea de defensa fortificada, que prevendría cualquier civilización no alemana que surgiese para amenazar al Gran Reich Alemán. Los planes de germanización del oeste de Europa eran menos severos, ya que los nazis necesitaban la colaboración de los políticos locales y de los negocios, sobre todo de la industria local y de sus trabajadores con alta formación. Además, las políticas raciales nazis consideraban a la población del oeste de Europa más racialmente aceptable para los estándares arios de "pureza racial". En la práctica, los números y la variedad de las categorías raciales nazis indicaban que el "este es malo y el oeste es aceptable"; de este modo, la "raza" de una persona era una cuestión de vida o muerte en un país bajo ocupación nazi.

#### Colaboracionismo
Por conveniencia política, los nazis modificaron continuamente su política racista hacia los pueblos no germánicos, y redefinieron continuamente el significado ideológico del Lebensraum, para colaborar con otras personas, en servicio de la política exterior del Reich. Desde los comienzos de su carrera como líder de los nazis, Adolf Hitler dijo que aceptaría tener relaciones de amistad con la URSS, con la condición de que el gobierno soviético re-estableciera las desventajosas fronteras de la Rusia Europea, que habían sido demarcadas en el Tratado de Brest-Litovsk (1918), lo que haría posible el restablecimiento de las relaciones diplomáticas ruso-alemanas.
En el periodo de 1921-1922, Hitler dijo que el Lebensraum alemán podría alcanzarse con una URSS más pequeña, creada patrocinando a los rusos anticomunistas para deponer al gobierno comunista de los bolcheviques; sin embargo, a fines de 1922, Hitler cambió de opinión cuando surgió la posibilidad de una alianza geopolítica anglo-alemana para destruir la URSS. Posteriormente, una vez que se llevó a cabo la Operación Barbarroja (1941) para la invasión de la URSS, la postura estratégica del régimen nazi hacia una Rusia más pequeña e independiente fue afectada por las presiones políticas de la Wehrmacht, que pidió a Hitler, el comandante militar supremo, respaldar la creación e integración, a las operaciones de la Wehrmacht en Rusia, del Ejército Ruso de Liberación; una organización de desertores, liderados por el general Andrey Vlasov, que quería deponer al régimen de Iósif Stalin y del Partido Comunista de la Unión Soviética.
Al principio, Hitler rechazó la idea de colaborar con los pueblos del este. Sin embargo, los nazis como Joseph Goebbels y Alfred Rosenberg estaban a favor de la colaboración contra el bolchevismo y de ofrecer alguna independencia a los pueblos del este. En 1940, Himmler permitió ser miembros de las SS a personas que consideraba como de "grupos relacionados", lo que resultó en que un número de derechistas escandinavos se alistasen para luchar en las  Waffen-SS. Cuando los alemanes invadieron la Unión Soviética en 1941, fueron apoyados por voluntarios de Francia, España, Bélgica, los Países Bajos, Checoslovaquia y Croacia para luchar contra los soviéticos. Después de 1942, cuando la guerra pasó a volverse en contra de la Alemania nazi, se reclutó a personas de territorios ocupados para luchar con los nazis. Hitler estaba preocupado por las legiones extranjeras en el Frente Oriental; él destacó: "No hay que olvidar que, a menos que esté convencido de su pertenencia racial al Reich alemán, el legionario extranjero seguramente sentirá que está traicionando a su país".
Tras de la pérdida de más personas, los nazis trataron de persuadir a los trabajadores forzados extranjeros en el Reich para luchar contra el bolchevismo. Martin Bormann emitió un informe el 5 de mayo de 1943:

Es imposible ganar a alguien para una nueva idea al mismo tiempo que insulta su sentido interno de valor. No se puede esperar el más alto nivel de rendimiento de las personas llamadas bestias, bárbaros y subhumanos. En cambio, deben alentarse y promoverse cualidades positivas como la voluntad de luchar contra el bolchevismo, el deseo de salvaguardar la propia existencia y la del país, el compromiso y la voluntad de trabajar. Además, se debe hacer todo lo posible para fomentar la necesaria cooperación de los pueblos europeos en la lucha contra el bolchevismo.

En 1944, como el Ejército alemán continuó perdiendo batallas y territorio por el Ejército Rojo, los líderes de la Alemania nazi, sobre todo el Reichsfuhrer-SS Heinrich Himmler, reconocieron el valor político, ideológico y militar de los colaboradores del Ejército Ruso de Liberación en la lucha contra el bolchevismo judío. Himmler, en los discursos de Posen confidenciales, señaló que: "No habría tenido ninguna objeción, si hubiéramos contratado al Sr. Vlasov y a todos los demás sujetos eslavos con uniforme de general ruso, para hacer propaganda contra los rusos. No tendría ninguna objeción en absoluto. Estupendo."

### Implementación
La invasión de Polonia, en septiembre de 1939, fue el primer intento de Hitler de llevar a cabo el Lebensraum para los alemanes. En la invasión nazi de Europa del Este se llevaron a cabo atrocidades contra la población originaria. La aceptación popular alemana de las atrocidades se logró mediante la propaganda nazi (prensa escrita, radio y cine), un factor clave detrás del consentimiento fabricado que justificaba la brutalidad alemana hacia los civiles; al manipular continuamente la psicología nacional, los nazis convencieron al pueblo alemán de que los judíos y los eslavos eran "subhumanos" (untermenschen).
En octubre de 1939, Heinrich Himmler se convirtió en el comisionado del Reich para la Consolidación de la Nación Alemana encargada de devolver a todos los alemanes étnicos (volksdeutsche) al Reich; de prevenir las influencias extranjeras nocivas sobre el pueblo alemán; y de crear nuevas áreas de asentamiento (especialmente para el regreso del volksdeutsche). Desde mediados de la década de 1940, la limpieza étnica, con traslados forzados, de polacos del territorio Reichsgau Wartheland inicialmente ocurrió por la frontera, al Gobierno General, una entidad política autónoma del Reich, y posteriormente, tras la invasión de la URSS en 1941, las poblaciones de polacos desplazados fueron encerradas en campos de polacos (polenlager) en Silesia y enviados a guetos. En cuatro años de germanización (1940-1944), los nazis movieron de forma forzada a unos 50 000 polacos de los territorios anexionados por Reich. Esto incluyó el traslado de entre 18 000 y 20 000 polacos del Condado de Żywiec, en la Silesia polaca, llevada a cabo en la Acción Saybusch.
La aceptación sicológica de la población alemana de estas atrocidades se consiguió con propaganda. Los líderes de las Juventudes Hitlerianas publicaban panfletos, por ejemplo, uno titulado «Sobre el pueblo alemán y su territorio». Del mismo modo, en el Reich se le daba a los niños de los colegios panfletos propagandísticos, como otro titulado «Tú y tu pueblo», explicando la importancia del Lebensraum para el futuro de Alemania y de los alemanes.
Hitler dijo, el 16 de julio de 1941:

Los rusos han ordenado una guerra de guerrillas detrás de nuestras líneas. Esta guerra de guerrillas presenta una ventaja: nos brinda la posibilidad de exterminar todo aquello que se nos ponga por delante

### Frontera del este
En lo que respecta a la extensión geográfica del Gran Reich Alemán, Adolf Hitler rechazó que los Montes Urales fuesen una frontera oriental adecuada para Alemania, ya que unas montañas de un tamaño mediano no podían servir de frontera entre los "mundos europeo y asiático"; lo único que podría servir de frontera es una barrera de personas puramente arias; y que la guerra permanente en el este podría "preservar la vitalidad de la raza":

La verdadera frontera es la que separa el mundo germánico del mundo eslavo. Es nuestro deber colocarlo donde queremos que esté. Si alguien pregunta dónde obtenemos el derecho de extender el espacio germánico hacia el este, respondemos que, para una nación, su conocimiento de lo que representa conlleva este derecho. Es el éxito lo que lo justifica todo. La respuesta a tales preguntas solo puede ser de naturaleza empírica. Es inconcebible que una gente superior exista dolorosamente en un suelo demasiado estrecho para ella, mientras que las masas amorfas, que no contribuyen en nada a la civilización, ocupan extensiones infinitas de un suelo que es uno de los más ricos del mundo […]

Debemos crear condiciones para nuestra gente que favorezcan su multiplicación, y debemos, al mismo tiempo, construir un dique contra la inundación rusa. […] Como no existe protección natural contra tal inundación, debemos enfrentarla con una pared viva. Una guerra permanente en el frente oriental ayudará a formar una raza sólida de hombres y evitará que recaigamos en la suavidad de una Europa arrojada sobre sí misma. Debería ser posible para nosotros controlar esta región hacia el este con doscientos cincuenta mil hombres, más un cuadro de buenos administradores […]

Este espacio en Rusia siempre debe estar dominado por alemanes

| Distrito (Gau)           | Población total | Polacos   | Alemanes | Judíos  | Ucranianos | Otros  |
| ------------------------ | --------------- | --------- | -------- | ------- | ---------- | ------ |
| Wartheland               | 4 933 600       | 4 220 200 | 324 600  | 384 500 | –          | 4300   |
| Alta Silesia             | 2 632 630       | 2 404 670 | 98 204   | 124 877 | 1202       | 3677   |
| Danzig-Prusia Occidental | 1 571 215       | 1 393 717 | 158 377  | 14 458  | 1648       | 3020   |
| Prusia Oriental          | 1 001 560       | 886 061   | 18 400   | 79 098  | 8099       | 9902   |
| Total                    | 10 139 005      | 8 904 648 | 599 576  | 602 953 | 10 949     | 20 899 |

Además, la germanización de Rusia que empezó con la Operación Barbarroja (junio-septiembre de 1941) implicaba la conquista y colonización de la Rusia Europea como el granero de Alemania. Para esas tierras eslavas, el teórico e ideólogo nazi Alfred Rosenberg propuso como organización administrativa el Reichskommissariat, países consolidados en esferas coloniales gobernados por un comisario.
| Nombre del Reichskommisariat | Área incluida |
| ---------------------------- | --- |
| Ostland                      | Los Estados Bálticos, Bielorrusia y la parte más al oeste de Rusia                                                      |
| Ucrania                      | Ucrania (excepto Galitzia, que estaba con Rumanía en la Gobernación de Transnistria), y toda la zona hasta el río Volga |
| Moskowien                    | Moscú y la Rusia europea, salvo Carelia y la península de Kola, que los nazis prometieron a Finlandia en 1941.          |
| Cáucaso                      | El Cáucaso |

En 1943, en los discursos de Posen, Heinrich Himmler habló de los Montes Urales como la frontera oriental del Gran Reich Alemán. La raza alemana se expandiría gradualmente a la frontera oriental, de modo que, en varias generaciones a lo largo del tiempo, el herrenvolk alemán, como el pueblo líder de Europa, estaría listo para "llevar a cabo las batallas del destino contra Asia", la cual "seguro que caería otra vez"; y que la derrota de Europa significaría "la destrucción del poder creativo en la Tierra"; sin embargo, los Montes Urales eran un objetivo secundario del Plan General del Este para la colonización de la Europa del Este. El nunca establecido Reichskommissariat de Turquestán habría sido el territorio más cercano a la Esfera de Coprosperidad de la Gran Asia Oriental del Imperio de Japón, con una "barrera viva" para "defender" las tierras más al este del Lebensraum, mientras se "elevaba" a los chinos de clase social superior y a casi todas las poblaciones de etnia japonesa a "arios honorarios", en parte por el respeto declarado de Hitler en Mi lucha hacia esas etnias específicas del este asiático.
En los primeros periodos del Lebensraum en el este, se llevó a cabo la limpieza étnica de rusos y otros eslavos (galitzianos, carelianos, ucranianos y otros) de sus tierras, y el establecimiento en estos territorios de la administración del Reichskommissariat, extendidos hasta los Montes Urales, la frontera geográfica entre Europa y Asia. Para gestionar las poblaciones étnicas, raciales y políticas de la URSS, el ejército alemán organizó rápidamente gobiernos colaboracionistas, anticomunistas y títeres en el Reichskomissariat de Ostland (1941-1945) y el Reichskomissariat de Ucrania (1941-1944). Sin embargo, a pesar del éxito estratégico inicial de la Operación Barbarroja, el Ejército Rojo logró parar al alemán en Stalingrado (entre agosto de 1942 y febrero de 1943). Rusia logró derrotar a Alemania en la decisiva batalla de Kursk, entre julio y agosto de 1943. Esto, unido a la Operación Husky de los Aliados (entre julio y agosto de 1943) en Sicilia, evitó la implementación completa del Lebensraum nazi en Europa del Este.

## Perspectiva histórica

### Escala
El alcance de la empresa y la escala de los territorios invadidos y conquistados para la germanización por los nazis indicaron dos propósitos ideológicos para Lebensraum, y su relación con los propósitos geopolíticos de los nazis: (i) un programa de conquista global, iniciado en Europa Central ; y (ii) un programa de conquista de Europa continental, limitado a Europa del Este. Desde las perspectivas estratégicas del Plan en Etapas (Stufenplan), las interpretaciones globales y continentales del Lebensraum nazi son factibles, y no se excluyen entre sí ni son contrarias a los objetivos de política exterior de Hitler para Alemania.
Entre ellos, dentro del propio régimen del Reich, los nazis tenían diferentes definiciones de Lebensraum, como la idílica sociedad agraria que requería mucha tierra cultivable, defendida por el ideólogo de la "sangre y la tierra" Richard Walther Darré y el Reichsführer-SS Heinrich Himmler; y el estado industrial urbano que requería materias primas y esclavos, defendido por Adolf Hitler. La operación Barbarroja, la invasión de Rusia en el verano de 1941, requirió un compromiso de concepto, propósito y ejecución para hacer realidad la concepción de Hitler de Lebensraum en las tierras eslavas de Europa del Este.
Durante los discursos de Posen, Himmler habló sobre la muerte de millones de prisioneros de guerra soviéticos y de los trabajadores extranjeros:

Un principio básico debe ser la regla absoluta para los hombres de las SS: debemos ser honestos, decentes, leales y camaradas con los miembros de nuestra propia sangre y con nadie más. Lo que le sucede a un ruso, a un checo, no me interesa en lo más mínimo. Lo que otras naciones pueden ofrecer en el camino de la buena sangre de nuestro tipo, lo tomaremos, si es necesario, secuestrando a sus hijos y criándolos aquí con nosotros. Si las naciones viven en prosperidad o mueren de hambre me interesa solo en la medida en que los necesitemos como esclavos de nuestra cultura; de lo contrario, no me interesa. Si 10 000 mujeres rusas caen por agotamiento mientras cavan una zanja antitanque solo me interesa en la medida en que la zanja antitanque para Alemania esté terminada

### Ideología
El racismo normalmente no es un concepto que abarque toda una ideología de la expansión territorial; ni que esté en el sentido original del término Lebensraum (hábitat biológico), como lo definió el etnógrafo y geógrafo Friedrich Ratzel.
Las interpretaciones geopolíticas del espacio vital nacional del académico Karl Haushofer, profesor de Rudolf Hess, delegado de Hitler, proporcionaron a Adolf Hitler las racionalizaciones intelectuales, académicas y científicas que justificaban la expansión territorial de Alemania, por el derecho natural de la raza aria alemana, para expandirse, ocupar y explotar las tierras de otros países, independientemente de las poblaciones nativas. En Mi lucha, Hitler explicó el espacio vital "requerido" por la Alemania nazi:

En una era en la que la Tierra se está dividiendo gradualmente entre estados, algunos de los cuales abarcan continentes casi enteros, no podemos hablar de una potencia mundial en relación con una formación cuya patria política se limita al área absurda de quinientos mil kilómetros cuadrados. Sin tener en cuenta las tradiciones y los prejuicios, Alemania debe encontrar el coraje de reunir a nuestro pueblo y su fuerza para avanzar en el camino que llevará a este pueblo de su espacio actual y restringido a nuevas tierras y suelos, y, por lo tanto, también liberarlo del peligro de desaparecer de la tierra, o de servir a otros como nación esclava. Porque no es en las adquisiciones coloniales que debemos ver la solución de este problema, sino exclusivamente en la adquisición de un territorio para el asentamiento, que mejorará el área de la madre patria y, por lo tanto, no solo mantendrá a los nuevos aparceros en la más íntima comunidad con su tierra de origen, sino que asegura para toda el área aquellas ventajas que radican en su magnitud unificada.